# Pauline Quirke
Pauline Perpetua Quirke (Hackney (Londen), 8 juli 1959) is een Britse actrice.

## Carrière
Quirke werd in 1970 op negenjarige leeftijd lid van een lokaal toneelgezelschap, wat gevormd werd door leraren van haar school. In datzelfde jaar werd zij gecast voor de televisieserie Dixon of Dock Green, hierna speelde zij nog meerdere rollen in televisieseries en films. Zij is vooral bekend van haar rol als Vicky Smith in de televisieserie Angels (1976-1983), van haar rol als Hazel Rhodes in de televisieserie Emmerdale Farm (2010-2012) en van haar rol als Sharon Theodopolopodous in de televisieserie Birds of a Feather (1989-2018). In 1990 werd zij voor haar rol in Birds of a Feather beloond met een British Comedy Awards in de categorie Beste Nieuwkomer in een Comedyserie.

## Filmografie

### Films
- 2014 Text Santa 2014 - als Sharon Theodopolopodous
- 2010 The Perfect Burger - als mrs. Grieves
- 2010 Needles - als Jacqueline Ledley
- 2007 Cold Blood 2 - als rechercheur inspecteur Norton
- 2006 The Thieving Headmistress - als Colleen McCabe
- 2004 Carrie's War - als Hepzibah Green
- 2001 Redemption Road - als Jean
- 2001 Arthur's Dyke - als Janet
- 1999 David Copperfield - als Peggotty
- 1999 Last Christmas - als Gwen
- 1997 Deadly Summer - als Linda Topping
- 1997 The Canterville Ghost - als Madame Murielle
- 1997 Our Boy - als Sonia Williamson
- 1989 Getting It Right - als Muriel Sutton
- 1988 Distant Voices, Still Lives - als Doreen
- 1987 Little Dorrit - als Maggy
- 1982 The Return of the Soldier - vrouw die zoekend door ziekenhuis loopt
- 1980 The Elephant Man - als tweede hoer
- 1975 Jenny Can't Work Any Faster - als Jenny
- 1972 The Trouble with 2B - als Molly
- 1970 Junket 89 - als Molly

### Televisieseries
Uitgezonderd eenmalige gastrollen.
- 1989-2017 Birds of a Feather - als Sharon Theodopolopodous - 128 afl.
- 2015 You, Me and the Apocalypse - als Paula - 6 afl.
- 2013-2015 Broadchurch - als Susan Wright - 10 afl.
- 2010-2012 Emmerdale Farm - als Hazel Rhodes - 222 afl.
- 2009-2010 Missing - als DS Mary Jane Croft - 15 afl.
- 2010 Skins - als DS Blunt - 3 afl.
- 2007-2008 Cold Blood - als Hazel Norton - 3 afl.
- 2005 The Bill - als Lesley Palmer / Cath Wilson - 5 afl.
- 2004 North & South - als Dixon - 4 afl.
- 2000-2003 Down to Earth - als Faith Addis - 22 afl.
- 2002 Being April - als April - 6 afl.
- 2001 Office Gossip - als Jo - 6 afl.
- 1999 Real Women II - als Mandy Evans - 4 afl.
- 1998-1999 Maisie Raine - als D.I. Maisie Raine - 12 afl.
- 1998 Real Women - als Mandy Evans - 3 afl.
- 1996 The Sculptress - als Olive Martin - 4 afl.
- 1984-1995 Shine on Harvey Moon - als Veronica - 20 afl.
- 1982-1983 Angels - als Vicky Smith - 64 afl.
- 1982 The Story of the Treasure Seekers - als Eliza - 6 afl.
- 1980 The Further Adventures of Oliver Twist - als Charlotte - 9 afl.
- 1979 Lovely Couple - als Carole Richards - 11 afl.
- 1977 The Duchess of Duke Street - als Pearl - 2 afl.
- 1977 Television Club - als Pud - 3 afl.
- 1974 The Tomorrow People - als studente - 2 afl.

- Bibliothèque nationale de France: cb14066813z (data)
- International Standard Name Identifier: 0000 0000 0290 1399
- Library of Congress Control Number: no98065291
- Nederlandse Thesaurus van Auteursnamen: 394181581
- Virtual International Authority File: 12511064